# NGC 5195

ハッブル宇宙望遠鏡から見たNGC 5194とNGC 5195

NGC 5195もしくはM51bは、子持ち銀河（NGC 5194、M51a）に付随する矮小銀河である。これらの銀河はりょうけん座の方向へ地球から約2500万光年離れている。この銀河は、天文学で最も有名な伴銀河である。

## 歴史
NGC 5195は、1781年3月20日にフランスの天文学者ピエール・メシャンによって発見された。

## 子持ち銀河との関係
上述したように、NGC 5195は天文学で最も有名な伴銀河である。これら2つの銀河の相互作用には古くから理論的な関心が持たれてきた。2つの銀河は満ち干きする宇宙塵の橋で結ばれ、この塵はNGC 5195の中心を浮かび上がらせている。この観測から、NGC 5195はNGC 5194の後ろに横たわるように存在していると考えられている。

## 形態
NGC 5194の重力の影響で、NGC 5195の形はかなりいびつに歪められている。そのため形態による分類は困難で、ハッブル分類ではしばしばレンズ状銀河もしくは不規則銀河として分類される。

## 超新星
1945Aは、NGC 5195の中で発見された唯一の超新星である。この超新星はウィルソン山天文台の100インチ望遠鏡を用いてミルトン・ヒューメイソンにより、銀河の北西部に1945年4月6日に発見された。この超新星はタイプ1に分類され、14.0等級に達した。